# Cornelis Kruseman

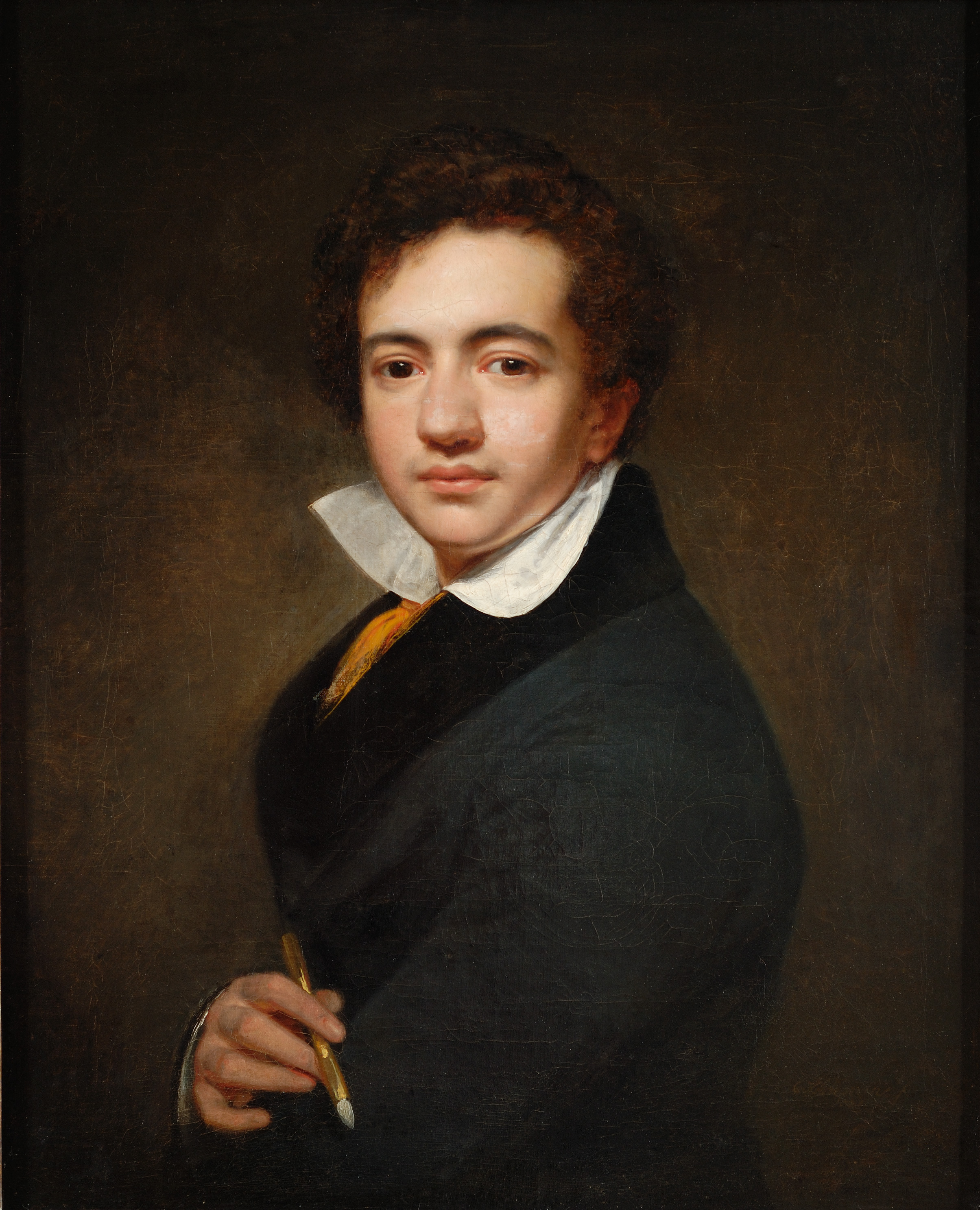
Selbstporträt

Cornelis Kruseman (* 25. September 1797 in Amsterdam; † 14. November 1857  in Lisse) war ein niederländischer Maler, Zeichner, Radierer, Lithograph, Silhouettist, Scherenschnittkünstler und Kunstsammler.
Als Sohn von Alexander Hendrik Kruseman (1765–1829) und Cornelia Bötger geboren, besuchte Cornelis ab dem vierzehnten Lebensjahr die Zeichenakademie (Amsterdamse Tekenacademie) und erhielt Unterricht von Charles Howard Hodges (1764–1837), Petrus Antonius Ravelli (1788–1861) und Jean Augustin Daiwaille (1786–1850).
1821 bereiste er die Schweiz und Italien. Danach kam Cornelis Kruseman nach Paris, wo er die Ateliers von Jacques-Louis David, Horace Vernet, Antoine-Jean Gros, Jean-Baptiste Isabey und Ary Scheffer besuchte. Zurück in den Niederlanden ließ er sich 1825 in Den Haag nieder. 
Im Jahre 1826 veröffentlichte er ein illustriertes Buch über seinen Aufenthalt in Italien.
Am 3. Oktober 1832 heiratete er Henriette Angelique Meijer. Die Jahre 1841 bis 1847 verbrachte er in Italien. Von 1847 bis 1854 lebte er in Den Haag, und danach bis zu seinem Tode in Lisse. Von 1844 bis 1851 war er Mitglied der Königlich Niederländischen Akademie der Wissenschaften (Koninklijk Instituut, vierde klasse).
Zu seinen Schülern gehörten u. a. Herman Frederik Carel ten Kate, Jan Daniel Beynon und Raden Saleh.